# وولفورد (داکوتای شمالی)
وولفورد(به انگلیسی: Wolford) شهری در ایالت داکوتای شمالی کشور ایالات متحده آمریکا است که جمعیت آن در سرشماری سال ۲۰۱۰ میلادی، ۳۶ نفر بوده‌است.